# Контргамбит Винавера
Контргамби́т Вина́вера — шахматный дебют, разновидность отказанного ферзевого гамбита. Начинается ходами: 

1. d2-d4 d7-d5 

2. c2-c4 c7-c6 

3. Kb1-c3 e7-e5
Назван по имени польского маэстро Шимона Винавера.
Основная идея гамбита раскрывается после ходов 4. d4:e5 d5-d4 5. Кc3-e4 Фd8-a5+, после чего следует Фa5:e5.

## Примерная партия
Тот — Часцар, Будапешт, 1973
1. d2-d4 d7-d5 2. c2-c4 c7-c6 3. Kb1-c3 e7-e5 4. c4:d5 c6:d5 5. e2-e4 Сf8-b4 6. Кg1-f3 Сb4:c3+ 7. b2:c3 e5:d4 8. Кf3:d4 d5:e4?! 9. Сf1-b5+ Сc8-d7 10. Кd4-f5! Фd8-c7? (борьбу продолжало 10. …Фd8-f6 11. Кf5-d6+ Крe8-f8) 11. Фd1-d4! Кg8-e7 (на 11. …Сd7:b5 могло последовать 12. Кg5:f7+ Крe8-f8 13. Сc1-a3+ Кg8-e7 14. Фd4-f6 с выигрышем) 12. Кf5:g7+ Крe8-f8 13. Кg7-e6+ 1-0.